# Брусвил (Индијана)
Брусвил (енгл. Bruceville) град је у америчкој савезној држави Индијана.

## Демографија
По попису из 2010. године број становника је 478, што је 9 (1,9%) становника више него 2000. године.
| Група             | 2000.       | 2010.       |
| Белци             | 461 (98,3%) | 456 (95,4%) |
| Афроамериканци    | 1 (0,2%)    | 1 (0,2%)    |
| Азијати           | 0 (0,0%)    | 5 (1,0%)    |
| Хиспаноамериканци | 2 (0,4%)    | 10 (2,1%)   |
| Укупно            | 469         | 478         |